# جوهرلی
جوهرلی (به ترکی آذربایجانی: Göhərli) یک منطقهٔ مسکونی در جمهوری آذربایجان است که در شهرستان ایمیشلی واقع شده‌است. جوهرلی ۸۶۷ نفر جمعیت دارد.